# 鉄格子の彼方
『鉄格子の彼方』（てつごうしのかなた、伊: Le mura di Malapaga, 仏: Au-delà des grilles）は1949年のイタリア・フランス合作映画。監督はルネ・クレマン、脚本はチェーザレ・ザヴァッティーニ、スーゾ・チェッキ・ダミーコ、アルフレード・グァリーニ、脚色はジャン・オーランシュ、ピエール・ボストが務めた。出演はジャン・ギャバン、イザ・ミランダなど。
フランス人の罪人ピエール（ジャン・ギャバン）は追手から逃れるため、イタリアの都市ジェノヴァに行きつき、町の娘マルタ（イザ・ミランダ）と恋に落ちるというドラマ映画。
本作は1949年にフランスの映画祭第3回カンヌ国際映画祭でクレマンが監督賞、ミランダが女優賞を受賞したほか、1951年にアメリカ合衆国の映画賞第23回アカデミー賞で外国語映画賞名誉賞を受賞した。

## キャスト
※括弧内は日本語吹替（初回放送1965年3月6日 NETテレビ 15:15-17:15）
- ピエール - ジャン・ギャバン（森山周一郎）
- マルタ - イザ・ミランダ（森ひろこ）
- チェッキーナ - ヴェラ・タルキ（藤田淑子）
- ジュゼッペ、マルタの夫 - アンドレア・ケッキ
- 船員 - ロベール・ダルバン
  - その他日本語吹替：細井重之、宮内幸平